# Ercole alla conquista di Atlantide
Ercole alla conquista di Atlantide è un film mitologico del 1961 diretto da Vittorio Cottafavi.

## Trama
Ai tempi della mitologia classica Androclo, il re di Tebe, riceve dall'indovino Tiresia un'infausta predizione. I cattivi auspici per l'Ellade predicono che una grave minaccia si sta rivelando «da quelle forze terribili proveniente dall'occidente, al di là dei mari, di al di là dello Stretto da dove mai nessuna imbarcazione è mai tornata.»
Androclo tenta di convincere il Consiglio dei Re della necessità di unirsi per contrastare l'imminente minaccia, ma tutti riescono, con vari argomenti, a sottrarsi da dargli l'aiuto sperato. Perfino Ercole, reduce dalle stancanti dodici fatiche, si defila con la scusa della promessa fatta alla moglie Dejanira di rimanere, dopo tanto tempo, vicino alla famiglia.
Androclo comunque non demorde e con l'aiuto del figlio di Ercole, Hyllos, e del nano Timoteo, riesce a drogare l'Eroe ed a trasportarlo su un'imbarcazione diretta ad Ovest. Quest'ultima è costituita da pochi e malfamati marinai, i pochi che Androclo è riuscito ad ingaggiare per la disperata impresa. Quando Ercole si risveglia, oramai ha lasciato da tempo la Grecia: non si adira più di tanto, ma continua a non collaborare.
Dopo l'attraversamento del grande Stretto una terribile tempesta si abbatte sulla spedizione. Androclo è sbalzato fuori dalla barca, la quale viene in breve distrutta dai flutti. Ercole con il figlio e Timoteo riesce a salvarsi aggrappato ai relitti della barca; mentre prega il padre Zeus per la salvezza ha la visione di Androclo prigioniero che chiede aiuto.
L'aiuto divino per i naufraghi arriva sotto forma di un'isola, dove trovano una ragazza rinchiusa in una prigione immateriale che non è altro che il dio multiforme Proteo. Dopo che questi è stato sconfitto, Ercole viene a conoscenza che la ragazza è Ismene, figlia di Antinea, regina di Atlantide, mandata proprio da lei in sacrificio al dio Urano, e la sua liberazione produrrà l'annientamento della propria gente. Giovani ragazzi sono sacrificati al Dio per mantenere le nebbie che avvolgono Atlantide e che la proteggono dalle minacce esterne.
La ragazza viene riportata dalla madre, ma questa è visivamente contrariata da questo imprevisto. Quando saranno sole, comunicherà alla figlia che il suo destino è comunque segnato: se non verrà sacrificata al dio, Atlantide sarà distrutta.
La regina Antinea trae un malefico potere da una «Pietra Vivente» con cui può trasformare gli esseri umani in individui inebetiti, come dei robot, prostrati alla sua devozione. Quelli che si oppongono, sono condannati come prigionieri nella «Valle dei Deboli» ad una lenta morte. Anche Androclo, salvato dal naufragio dagli atlantidei, viene ritrovato da Ercole sotto i malefici influssi della Regina.
Ercole non può di certo accettare questa società opprimente dedita a sacrifici umani. Così riesce a scoprire che la fonte energetica del potere divino della Regina, la «Pietra Vivente», proviene da alcune gocce del sangue di Urano, derivanti dalla castrazione subìta dal figlio Crono, e che precipitarono su Atlantide.
Questo malefico potere, però, ha il punto debole: può essere neutralizzato dalla luce del sole. Per questo viene conservato in un antro all'interno della montagna, dove vengono portati i bambini di Atlantide per essere trasformati in invincibili soldati.
Costretto a raggiungere ed a liberare Hyllos, rinchiuso nelle carceri sotterranee, Ercole riesce dopo furiose lotte, a sfondare le pareti della grotta dove è custodita Pietra Vivente e a permettere alla luce del sole di raggiungerla. Questo ha come conseguenza l'inizio della distruzione dell'isola, la fine di Atlantide e dei malefici poteri della sua regina.
Recuperato Androclo, libero finalmente dai malefici, Ercole e i suoi compagni riescono a fuggire, portandosi anche Ismene, innamoratasi di Hyllos.
Mentre si allontanano vedono la montagna esplodere, coprendo con lava e zampilli l'isola, ormai destinata ad essere sommersa dai flutti del mare. Finché il sole tramontando non mette la parola fine a tutto.
Come finale si sente la voce di Ercole fuoricampo: «Nel Grande Stretto erigerò due colonne. Serviranno da mònito agli uomini a non avventurarsi nell'ignoto, e a non sfidare gli dèi».

## Critica
(Fantafilm)